# Asbjørn Levring
Asbjørn Levring (ur. 10 lutego 1978 w Aarhus) – duński wioślarz.
Ukończył architekturę na Byggeteknisk højskole i Haslev w 2007 r.

## Osiągnięcia
- Mistrzostwa Europy – Poznań 2007 – czwórka bez sternika – 7. miejsce[1].